# 若林喜代江
若林 喜代江（わかばやし きよえ、1962年1月29日 - ）は、千葉県・千葉市出身のジャズ歌手である。1993年よりサンフランシスコ在住。西海岸を中心に活躍するジャズシンガー。現在はブラジル音楽を中心に歌っている。

## 人物・来歴
獨協大学時代にモダンジャズ研究会でジャズを歌い始めるが、後のフュージョンブームに影響を受けタニア・マリアなどの楽曲も歌い始める。渡米後サンタクルーズ在住スミス・ダブソン（p）と出会い再びスタンダードジャズを歌い始める。数多くのベイエリアのジャズミュージシャンと交流を持つが、サンフランシスコベースのクラウディオ・アマラウ率いるMPGグループ、VIVA Brazilと出会い、ブラジル音楽に深く影響を受ける。
2011年サンホゼ州立大学音楽部ジャズ科で修士号を取るが、その後バークレーのCalifornia Jazz Conservatory(CJC)にてマルコス・シルバに５年間支持しブラジル音楽を学ぶ。カリフォルニア・ブラジル・キャンプにも毎年参加し、ギンガ、スポック（フレボ）、ジョイス、トニーニョ・オルタ、エルメート・パスコアールなどにも支持し幅広くブラジル音楽に関わる。
現在ブラジルのショロー界を代表するギタリスト、アレッサンドロ・ペネッシやサンパウロ出身の新鋭ギタリスト、シコ・ピニェイロなどとも交流があり、2018年にはアレサンドロ・ペネッシの西海岸ツアーの一環でとコラボのコンサートをする。現在ファーストアルバム製作中。